# 番吾君
番吾君（?—?），战国时期赵国封君。
赵烈侯时，他被册封，封地在番吾（今河北省磁县）。赵烈侯六年（前403年）他向赵国相国公仲连推荐牛畜、荀欣、徐越三贤士。牛畜以仁义辅佐国君行王道，荀欣选练举贤，任官使能，徐越节财俭用，察度功德。公仲连又把三人推荐给赵烈侯，都被委以重任，任命牛畜为师，荀欣为中尉，徐越为内史。